# 圣米歇尔 (卢瓦雷省)
圣米歇尔（法語：Saint-Michel，法語發音：[sɛ̃ miʃɛl] ⓘ）是法国卢瓦雷省的一个市镇，属于皮蒂维耶区。

## 地理
圣米歇尔（48°4'7"N, 2°22'44"E）面积5.14 平方千米，位于法国中央-卢瓦尔河谷大区卢瓦雷省，该省份为法国中北部省份，北起埃松省，西北接厄尔-卢瓦省，西南接卢瓦-谢尔省，南至涅夫勒省和谢尔省，东临约讷省，东北接塞纳-马恩省。
与圣米歇尔接壤的市镇（或旧市镇、城区）包括：加蒂奈地区巴蒂伊、博讷拉罗朗德、布瓦科曼、蒙巴鲁瓦。

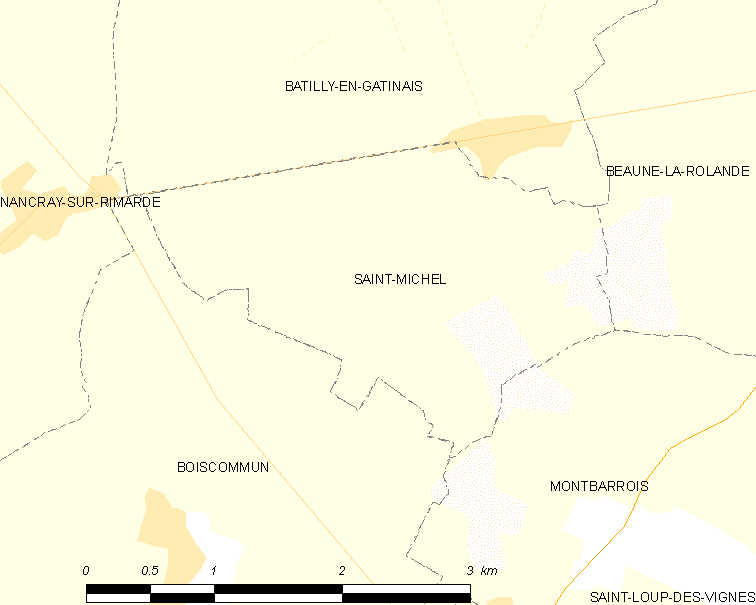
的OSM定位图

圣米歇尔的时区为UTC+01:00、UTC+02:00（夏令时）。

## 行政
圣米歇尔的邮政编码为45340，INSEE市镇编码为45294。

## 政治
圣米歇尔所属的省级选区为勒马勒塞布瓦县。

## 人口

1962-2008年间人口变化图示

圣米歇尔于2022年1月1日时的人口数量为149人。